# Liste de films tournés dans le département de la Creuse
Un certain nombre d'œuvres cinématographiques et télévisuelles ont été tournés dans le département de la Creuse.
Voici une liste à compléter de films, téléfilms, feuilletons télévisés, films documentaires... tournés dans le département de la Creuse, classés par commune et lieu de tournage et date de diffusion

## Lieux à déterminer
- 2003 : Le Pays des enfants perdus téléfilm de Francis Girod
- 2005 : Nature contre nature téléfilm de Lucas Belvaux
- 2007 : Un secret par Claude Miller
- 2007 : On dirait que... de Françoise Marie
- 2009 : Barbe Bleue téléfilm de Catherine Breillat
- 2015 : Fort Buchanan de Benjamin Crotty
- 2019 : Capitaine Marleau `Saison 3, Épisode 3 : Quelques maux d'amour série télévisée de Josée Dayan

- Haut – A
- B
- C
- D
- E
- F
- G
- H
- I
- J
- K
- L
- M
- N
- O
- P
- Q
- R
- S
- T
- U
- V
- W
- X
- Y
- Z

## A
- Aubusson
  - 2003 : Michel Vaillant de Louis-Pascal Couvelaire (Circuit du Mas du Clos)[1]
  - 2014 : La Belle Saison de Catherine Corsini
  - 2019 : série télévisée Capitaine Marleau, saison 3, épisode 3 : Quelques maux d'amour de Josée Dayan[2]

## B
- Bourganeuf
  - 1946 : Le Pays sans étoiles de Georges Lacombe[3]

- Haut – A
- B
- C
- D
- E
- F
- G
- H
- I
- J
- K
- L
- M
- N
- O
- P
- Q
- R
- S
- T
- U
- V
- W
- X
- Y
- Z

## C
- Chambon-sur-Voueize
  - 2011 Bienvenue à Bouchon téléfilm de Luc Béraud

- Châtelus-le-Marcheix
  - 2011 : Un village français saison 3 série télévisée de Frédéric Krivine, Philippe Triboit et Emmanuel Daucé[4]
  - 2014 : Un village français saison 6 série télévisée de Frédéric Krivine, Philippe Triboit et Emmanuel Daucé[5]
  - 2019 : série télévisée Capitaine Marleau, saison 3, épisode 3 : Quelques maux d'amour de Josée Dayan[2]

- Crozant
  - 2010 : Pauline et François de Renaud Fély

- Haut – A
- B
- C
- D
- E
- F
- G
- H
- I
- J
- K
- L
- M
- N
- O
- P
- Q
- R
- S
- T
- U
- V
- W
- X
- Y
- Z

## F
- Faux-Mazuras
  - 1946 : Le Pays sans étoiles de Georges Lacombe[3]

- Felletin
  - 2007 : Un secret de Claude Miller

- Haut – A
- B
- C
- D
- E
- F
- G
- H
- I
- J
- K
- L
- M
- N
- O
- P
- Q
- R
- S
- T
- U
- V
- W
- X
- Y
- Z

## G
- Guéret
  - 2006 : 7 ans de Jean-Pascal Hattu
  - 2019 : série télévisée Capitaine Marleau, saison 3, épisode 3 : Quelques maux d'amour de Josée Dayan[2]

- Haut – A
- B
- C
- D
- E
- F
- G
- H
- I
- J
- K
- L
- M
- N
- O
- P
- Q
- R
- S
- T
- U
- V
- W
- X
- Y
- Z

## L
- La Chapelle-Baloue
  - 2010 : Pauline et François de Renaud Fély

- La Saunière
  - 2003 : L'Enfant des lumières téléfilm  de Daniel Vigne

- La Souterraine
  - 1984 : La Smala de Jean-Loup Hubert
  - 1999 : Ceux qui m'aiment prendront le train de Patrice Chéreau (uniquement des scènes à la gare SNCF)
  - 2011 : Un village français saison 3 série télévisée de Frédéric Krivine, Philippe Triboit et Emmanuel Daucé[4]
  - 2010 : Pauline et François de Renaud Fély
  - 2019 : On va tout péter, documentaire de Lech Kowalski

- Lupersat
  - 2008 : Raboliot téléfilm  de Jean-Daniel Verhaeghe

- Haut – A
- B
- C
- D
- E
- F
- G
- H
- I
- J
- K
- L
- M
- N
- O
- P
- Q
- R
- S
- T
- U
- V
- W
- X
- Y
- Z

## M
- Moutier-d'Ahun
  - 1991 Tous les matins du monde de Alain Corneau

## P
- Peyrat-la-Nonière
  - 2011 Tout est bon dans le cochon téléfilm de David Delrieux
- Pionnat
  - 2011 Tout est bon dans le cochon téléfilm de David Delrieux

- Haut – A
- B
- C
- D
- E
- F
- G
- H
- I
- J
- K
- L
- M
- N
- O
- P
- Q
- R
- S
- T
- U
- V
- W
- X
- Y
- Z

## S
- Sardent
  - 1958 Le Beau Serge de Claude Chabrol
  - 2006 L'Oncle de Russie de Francis Girod

- Saint-Moreil
  - 2011 : Un village français saison 3 série télévisée de Frédéric Krivine, Philippe Triboit et Emmanuel Daucé (Place du Présidial)[4]

- Haut – A
- B
- C
- D
- E
- F
- G
- H
- I
- J
- K
- L
- M
- N
- O
- P
- Q
- R
- S
- T
- U
- V
- W
- X
- Y
- Z

## U
Un village français

## Z
- Haut – A
- B
- C
- D
- E
- F
- G
- H
- I
- J
- K
- L
- M
- N
- O
- P
- Q
- R
- S
- T
- U
- V
- W
- X
- Y
- Z